# 加拿大青年共产主义联盟
加拿大青年共产主义联盟（英語：Young Communist League of Canada，缩写为YCL，缩写为LJC）是加拿大共产党的青年翼，但在名义上它是一个独立组织。该组织最早成立于1922年7月22日，后于1991年解散。2007年3月，该组织重建。该组织以马克思列宁主义为指导思想。该组织的总部位于多伦多。该组织是世界民主青年联盟的成员。